# الدين في مدغشقر
الدين في مدغشقر، تعتبر الديانة المسيحية الأكبر  شيوعاً في دولة مدغشقر شرق إفريقيا، تعد البروتستانتية والكاثوليكية ديانتها الرئيسية.

## المسيحية
تشكل المسيحية في مدغشقر إحدى الديانات الأكثر انتشاراً بين السكان، وتشير التقديرات أن  85% من السكان يعتنقون الدين المسيحي، البروتستانتية والكاثوليكية هي الطوائف المسيحية الرئيسية في البلاد. 

## الإسلام
الدين الإسلامي موجود في دولة مدغشقر منذ عدة قرون، ويمثل المسلمون ما بين 3 بالمائة إلى 15 بالمائة من إجمالي السكان، الغالبية العظمى من المسلمين هم من أهل السنة والجماعة، مع وجود مجتمعات شيعية وفئة قليلة من الجماعة الأحمدية.
قرون من تاريخ المسلمين في مدغشقر.
الاضطهاد.
ينص دستور مدغشقر على حريات الفكر والتعبير الدينيين، ويحظر التمييز الديني في مكان العمل. وتحمي قوانين أخرى الحرية الدينية الفردية من انتهاكات الحكومة أو الجهات الخاصة.
أفاد أفراد من الجالية المسلمة وأتباع بعض الكنائس البروتستانتية الإنجيلية بأنهم مُنعوا من الالتحاق بالمدارس الخاصة، وواجهوا في بعض الأحيان صعوبة في الحصول على فرص عمل بسبب انتمائهم الديني. كما انتقد قادة الجالية المسلمة عملية التجنيس في مدغشقر، معتبرين أنها تمنع المسلمين بشكل غير متناسب من الحصول على الجنسية.
أدى عدم اتساق تطبيق الحكومة لقوانين العمل، وخاصةً البند الذي ينص على أحقية العمال في الحصول على استراحة أسبوعية لمدة 24 ساعة على الأقل، إلى إجبار العمال أحيانًا على التغيب عن الشعائر الدينية.
في أبريل/نيسان 2017، هدد وزير التعليم بإغلاق 16 مدرسة إسلامية صنفها على أنها "قرآنية"، مشيرًا إلى أن هذه المدارس كانت من بين 190 مدرسة خاصة تم تحديدها على أنها لا تمتثل لمختلف المتطلبات الإدارية. وانتقد ممثلو الجالية المسلمة هذا الإعلان ووصفوه بأنه معادٍ للإسلام.

## الهندوسية
بدأت الهندوسية في مدغشقر مع قدوم المهاجرين من الهند منذ عام 1870، ويتحدث الهندوس في مدغشقر اللغة الهندية أو الغوجاراتية كما تنتشر بينهم بعض لغات الهند الأخرى .

## الديانات الإفريقية التقليدية
الديانات الإفريقية التقليدية هي ديانة الشعوب الأصلية في إفريقيا.